# Tachi
Tachi（ Tachi，5月22日—）是一位日本漫畫家和插畫家。

## 作品

### 漫畫
- 《櫻Trick》（芳文社《Manga Time Kirara Miracle!》2011年Vol.1－2017年10月號）

- 《雙角關係》（芳文社《Manga Time Kirara Forward》2015年9月號－2017年2月號）

- 《戀願成真LoveSick》（KADOKAWA《COMIC CUNE》2016年5月號－2018年6月號）

- 《認真少女與青春內衣》（KADOKAWA《Comic電擊大王G》VOL.58－連載中）

### 插畫
- 《悠悠哉哉少女日和 官方選集插畫 A ki^！》（KADOKAWA，ISBN 9784040668529[3]）

- 《Lilycle彩虹舞台!!!全套視覺書插畫》（PARTICLE[4]）

### 選集
- 《偶像大師 灰姑娘女孩 Shuffle!! 漫畫集》（SQUARE ENIX，ISBN 9784757539020[5]）

- 《魔法少女小圓4格選集漫畫 2卷，芳文社，ISBN 9784832242159[6]》

## 外部連結
- 的Tumblr
- 的X（前Twitter）
- 的pixiv